# Aéroport de Yining
L'aéroport de Yining est un aéroport situé dans la province du Xinjiang, en Chine.